# 温泉卵

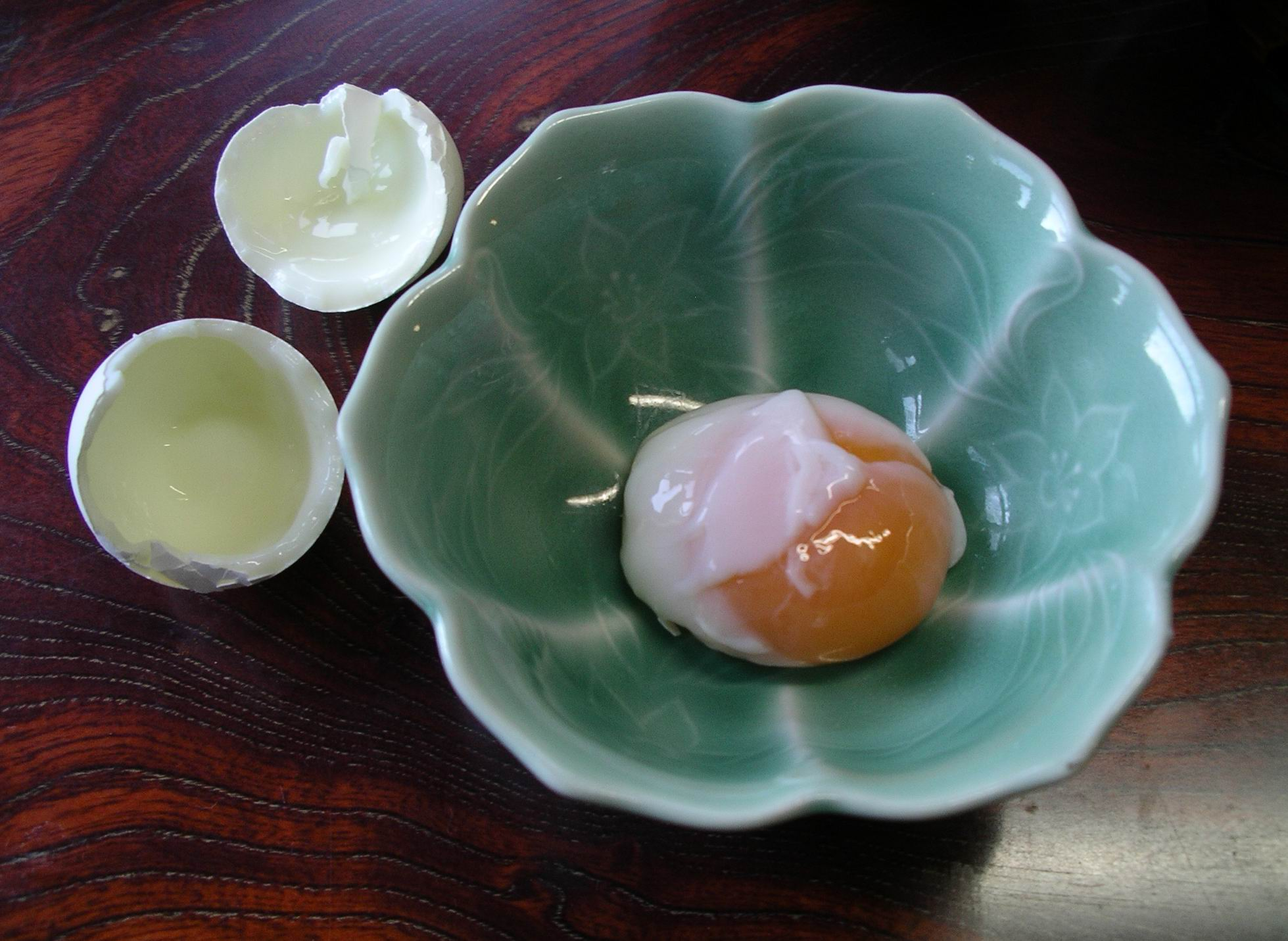
温泉卵

温泉卵（おんせんたまご）は、卵黄部分は半熟、卵白部分は半凝固状態に茹でた鶏卵。一部では温度卵（おんどたまご）や短縮した温玉とも呼ばれる。
また、温泉の湯や蒸気を利用して、鶏卵を茹でたり蒸したりしたゆで卵は、半熟であるか否か、その状態にかかわらず「温泉卵」と呼ばれる。

## 概要

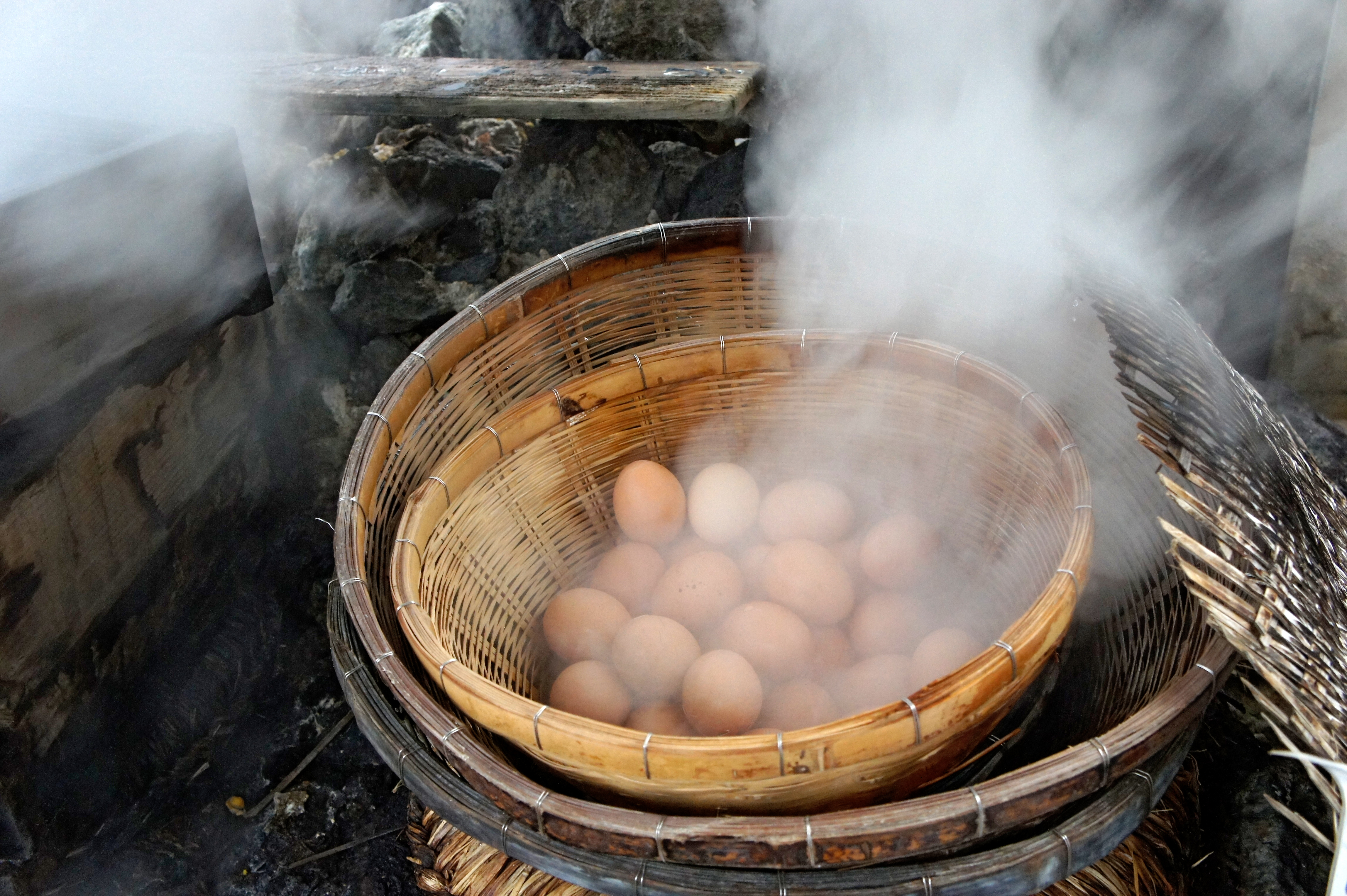
温泉の蒸気で温泉卵を作るところ（霧島温泉郷・丸尾温泉）

ゆで卵は卵の凝固状態により、全熟卵、半熟卵、温泉卵に分けられる。このように分けたとき、半熟卵は卵白がほぼ固まり、卵黄は周辺部が固まりかけているもの（中心部は流動性を保っているもの）、温泉卵は卵白が白くて流動性を保ち、卵黄が固まっているものをいう。
卵黄よりも卵白が柔らかい状態なのが特徴である。これは卵黄の凝固温度（約70℃）が卵白の凝固温度（約80℃）より低い性質を利用して作られるもので、約70℃に保った湯に浸けておくことでこの状態に調理される。反対に卵黄を柔らかく保ったまま卵白を固めたものを「半熟卵」と呼ぶ。
一方で温泉卵に関しては、半熟卵の一種とし、温泉地で提供される料理を意味することもある。湧出する温泉の湯温がこの範囲に近い場合、これに浸けておくだけで出来る（温泉地熱料理の記事も参照されたい）ことから、温泉地の旅館などで食卓に提供されることが多く、「温泉卵」の名で呼ばれるようになったと思われる。

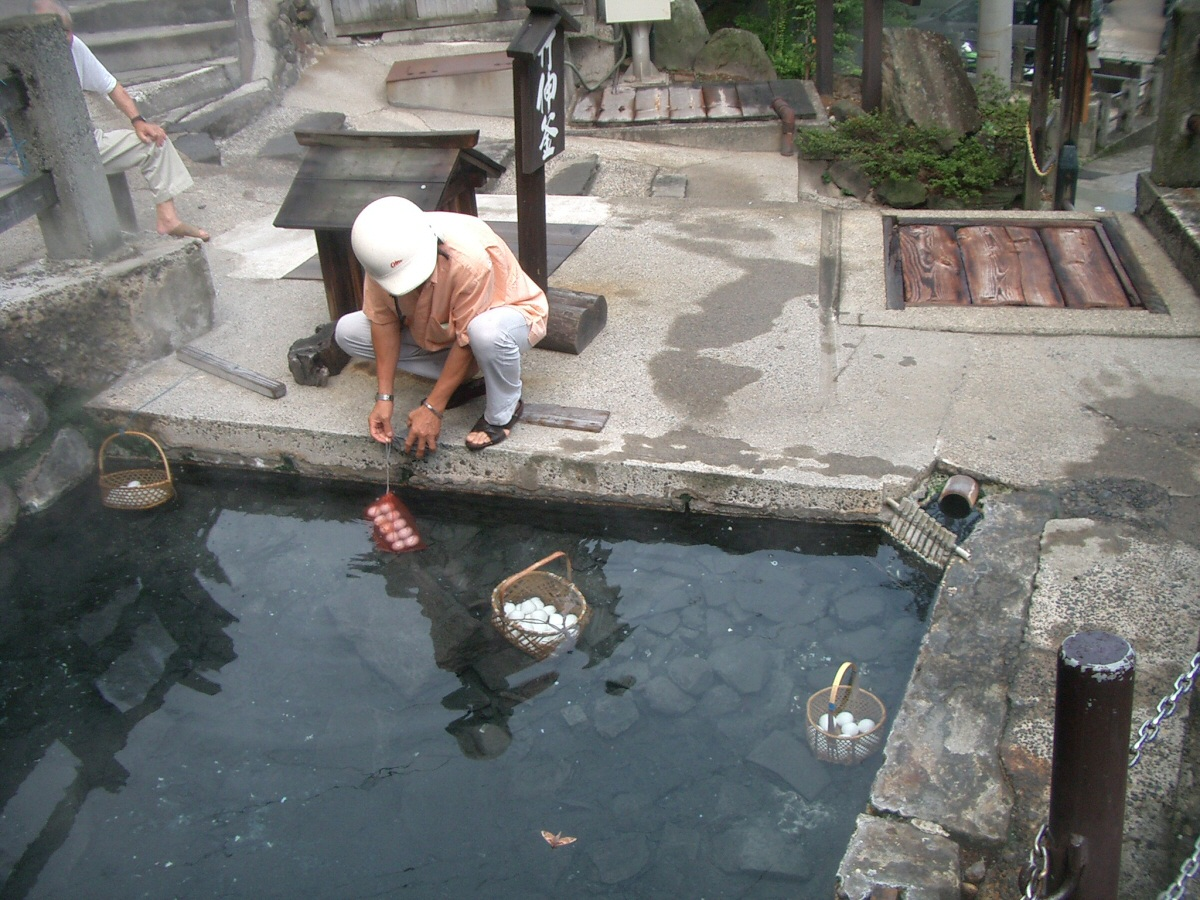
温泉に浸けているところ（長野県野沢温泉）

あらかじめ殻を割って器にとり、出汁と醤油をあわせた出汁醤油をかけて供されることが多い。また、麺類、丼物などのトッピングとしても利用される。料理に割り落とす／割り入れるだけでよく、ゆで卵に比べ殻を剥く手間がかからない。生卵やゆで卵、卵焼きに比べ消化吸収に優れている。
専用の「温泉卵製造機」が市販されているが、保温性のある発泡スチロール容器などを利用して作ることもできる（#家庭での作り方参照）。また、保温状態の炊飯ジャーを利用し水を使わずに作ることも可能である。また、電子レンジを使用した温泉卵調理器も存在しているが、再加熱するなど所定外の使用法を行って不具合が発生する事例が報告されている。
業務用の温泉卵製造器（温泉卵クッカー）は電気式で本体に網カゴが収められており一度に数十個を調理することができる。
類似する卵料理として、卵の殻を割って茹でるポーチドエッグがあり、その状態から温泉卵とポーチドエッグは混同されることがある。
外食業界でも夏場の食中毒のリスクから加熱処理した卵を用いることが多い。中でもキユーピーが開発した白身は半熟かつ黄身には火が通った「キユーピットのたまご」という商品は、卵特有の生臭さを抑えたまろやかな風味が人気を集めヒット商品となっており、吉野家をはじめとした外食チェーンが夏場も持ち帰りできる「半熟卵」として採用している。

### 加熱条件例
いくつかの条件が知られている。
- 65 - 68℃程度の湯に30分程度[11]
- 68 - 70℃程度の湯に20分以上[10]
- 70℃ の湯に20-30分程度[12]

## 温泉地の「温泉卵」

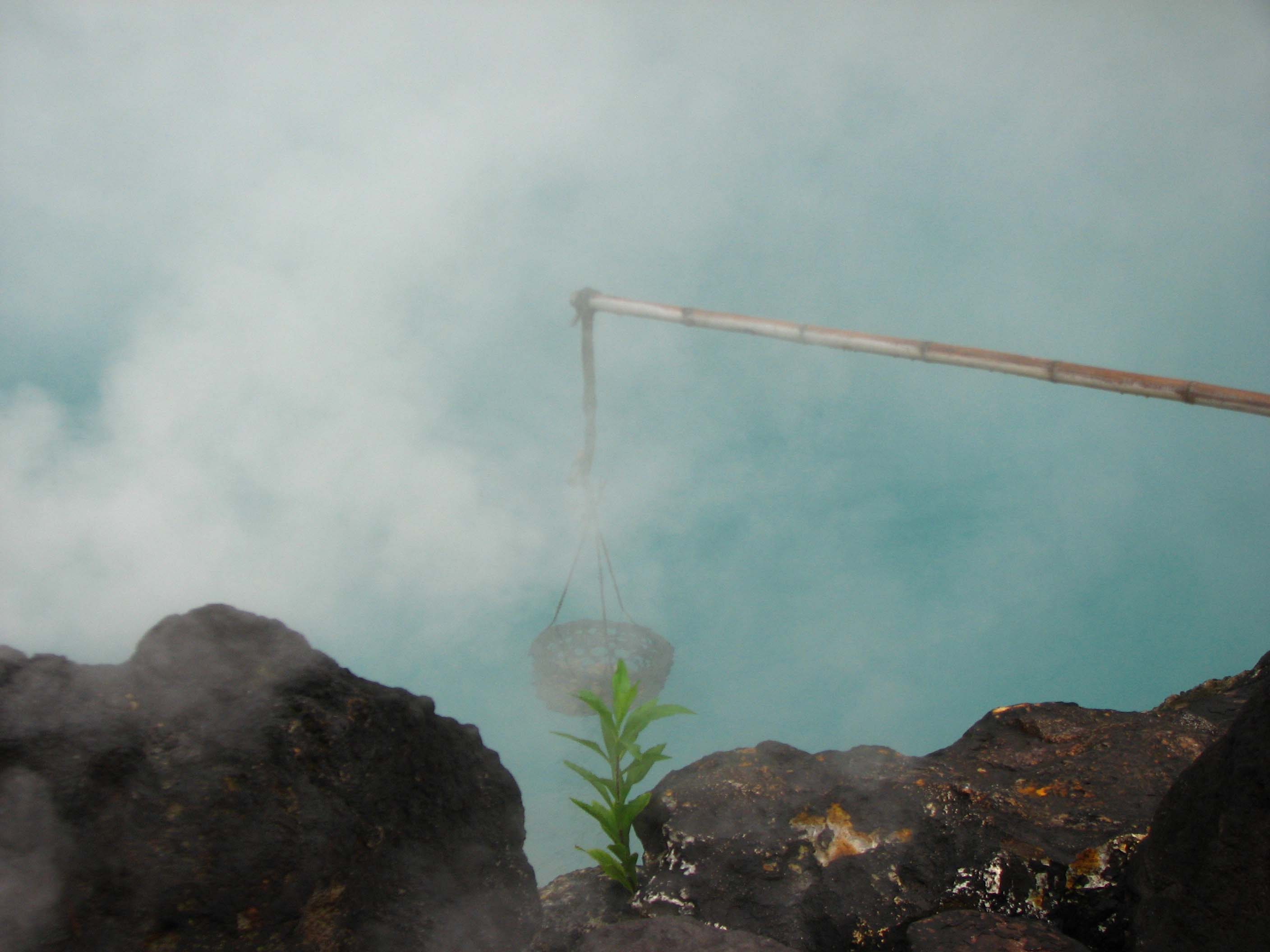
海地獄の地獄ゆでたまご

### ラジウム玉子
福島県福島市の飯坂温泉の温泉卵は、この温泉で日本で初めてラジウムの存在が確認されたことに因み、「ラジウム玉子（ラヂウム玉子）」と呼ばれる。山形県米沢市の小野川温泉でも、温泉にラジウムを含むことから、「ラジウム玉子」と呼ばれている。温泉街には、2つのラジウム玉子製造湯舟があり、ラジウム玉子つくり体験もできる。小野川温泉では、約80度の源泉を満たした湯船でラジウム玉子を作る。いずれも、土産物として人気がある。

### 荒湯の温泉卵
湯村温泉の源泉「荒湯」は非常に高温の温泉（98℃）で湯沸し不要。10分程度で温泉卵が出来上がる。訪れた人の多くが生卵を荒湯につける。

### 雲仙地獄たまご
雲仙温泉では地獄谷からでる蒸気で蒸し器を使う少し硫黄のにおいがするゆで卵がある。付属の塩は普通の塩ではなく、温泉でできた塩を使っている。ラムネと一緒に食べる人が多い。お糸地獄付近で販売している。

### 別府の温泉たまご
別府八湯のうち地獄釜が利用出来る鉄輪温泉と明礬温泉や、別府地獄めぐりの各地獄では、たまごを温泉で蒸したり茹でたりした温泉たまごが名物となっている。温泉の蒸気熱を利用した地獄釜で蒸す地獄蒸したまごの他、海地獄では、98度のコバルトブルーの温泉に、竹籠に入れたたまごを直接浸してゆでた、地獄ゆでたまごが名物となっている。

### 海外の温泉たまご
台湾、ニュージーランド、タイでも温泉たまごを食べることが出来る。
- 中華民国（台湾）　鳩之澤温泉（宜蘭県太平山国家森林遊楽区）[13]、清水地熱公園（宜蘭県大同郷）

（注）北投温泉地熱谷での温泉蛋（煮蛋）は温泉の水質保持および火傷事故多発により1993年（民国82年）から禁止されている
- ニュージーランド  Rotorua（北島 ロトルア）
- タイ　Tha Pai hot spring(Mae Hong Son), San Kampaeng hot spring(Chiang Mai)

## 家庭での作り方
卵が楽に入る程度の広口の魔法瓶があれば、前記の概要の項を参考に68℃程度のお湯と卵を入れることで失敗なく作ることができる。
鍋を用いる場合は、1リットルのお湯を沸かし、火を止めて200mlの水を加え、常温に戻しておいた卵を入れ、蓋をして12～13分ほど放置するという方法も紹介されている。また、他に沸騰したお湯に水を加えないパターンや蓋をせず放置するパターンなど様々なパターンのレシピも紹介されている。
また、以下のような方法もある。
保温性のある発泡スチロール容器（カップラーメンの容器など）に卵を入れ、熱湯を加える。熱湯は卵が隠れるまで入れる。ふたをして30 - 40分程度、そのまま放置しておく。なお、冷蔵庫から取り出した卵に急に熱湯をかけると割れてしまうので、熱湯を入れる前にぬるま湯などである程度卵を温めておくとよい。また、20 - 25分間は70 - 75度に湯の温度を保てば温泉卵はできるため、あまり容器にこだわる必要はないが、沸騰や湯温の低下に至らないように工夫する必要はある。
ペーパードリップ式のコーヒーメーカーを使って作る方法もある。サーバーに生卵を入れ、フィルターペーパーとコーヒー豆をセットせずに通常のドリップを行うという、シンプルなものである。この方法でも、冷え切っている卵を使うとひびが入るので、あらかじめ常温にしておく方がよい。
炊飯器の保温機能を利用するという方法もある。これは炊飯器の保温機能が約60 - 75℃を維持するように設定されていることを利用したものである。ただし一部のメーカーでは50 - 55℃に下がるまで加温されない機種があるので取扱説明書などで確認したほうが良い。

## 食品衛生的観点
調理時に中心部温度が 75℃を越えないことから食中毒を発生する可能性がある。但し、日本における危険性は生卵と同程度で、また日本で市販される卵は生食を想定した衛生管理と賞味期限が設定されている。